# Marie Wegener
Marie Wegener, född 6 juli 2001 i Duisburg, är en tysk sångerska. År 2018 vann hon casting-showen Deutschland sucht den Superstar.

## Biografi
Wegener bor i Duisburg med sina föräldrar och sin tvillingbror. 2013 deltog hon i den första säsongen av RTL: s The Voice Kids och slogs ut i Battle Round av den slutliga vinnaren Michèle Bircher. 
I maj 2018 vann hon med 64% av publikens röster den 15:e säsongen av casting-showen Deutschland sucht den Superstar. Som den yngsta vinnaren någonsin fick 16-åringen ett skivkontrakt och 100 000 euro (ca 1 000 000 kr). Hennes vinnande låt Königlich skrevs av Dieter Bohlen. I juni 2018 släpptes hennes första album Königlich, som kom på 7:e plats på de tyska topplistorna.
År 2017 tog hon examen på Steinbart-Gymnasium i Duisburg.
I juni 2018 och januari 2019 fick hon ett smago!-pris som den yngsta DSDS-vinnaren genom tiderna och för årets singel 2018.  I juni och juli 2019 följde hon Andreas Gabalier som publikvärmare på hans stadionturné genom Tyskland.
I september 2019 släpptes hennes andra album "Countdown", som kom på 20:e plats på de tyska topplistorna. Från december 2019 till början av februari 2020 hade hon huvudrollen som Belle i musikalen "Die Schöne und das Biest" (skriven av Martin Doepke). Musikalen hade turné i Tyskland, Österrike och Schweiz.

## Diskografi

### Studioalbum
- Königlich
- Countdown

### Singlar
- 2013: Christmas Morning[12]
- 2017: Ich wohne in deinem Herzen[13]
- 2018: Du bist der, der mein Herz versteht (feat. MC Bilal), Electrola[14]
- 2019: Countdown
- 2019: Immer für dich da

### Medverkande i andras sånger
- 2019: Tränen (version 2019) (med DJ Ötzi, på hans album 20 Jahre DJ Ötzi – Party ohne Ende)[15]

## Utmärkelser
- 2018: smago!-pris för "Jüngste DSDS-Gewinnerin aller Zeiten"
- 2019: smago!-pris för "Schlager Single-Hit des Jahres 2018" (Königlich)[16]
- 2019: Bästa nykomling 2018 - Publikpriset från Schlager.de[17]